# Folketingswahl 2011
- Ø: 12
- F: 16
- A: 44
- B: 17
- Färöer/Grönland: 4
- I: 9
- V: 47
- C: 8
- O: 22

Die Folketingswahl 2011 war die 68. Wahl zum dänischen Parlament (Folketing). Sie fand am Donnerstag, den 15. September 2011, statt. Rund vier Millionen Stimmberechtigte bestimmten über die Verteilung der 179 Parlamentssitze. 175 Sitze wurden in Dänemark und je 2 Sitze in den autonomen Gebieten Färöer und Grönland vergeben. Es galt eine 2-Prozent-Hürde. 
Die liberale Venstre konnte zwar erneut die meisten Stimmen gewinnen; der Block der rechtsgerichteten Parteien verlor jedoch seine Mehrheit im Parlament. Stattdessen konnten die Sozialdemokraten mit der Regierung Thorning-Schmidt I, der auch Radikale Venstre und Socialistisk Folkeparti angehörten, übernehmen. Die Minderheitskoalition wurde von Enhedslisten und drei nordatlantischen Abgeordneten gestützt. Helle Thorning-Schmidt wurde zudem die erste Frau im Amt des dänischen Ministerpräsidenten.

## Wahltermin
Das Recht, Neuwahlen auszurufen und den genauen Wahltermin zu bestimmen, liegt beim Ministerpräsidenten. Da die Wahlperiode des Folketings auf vier Jahre begrenzt ist, musste die kommende Wahl bis 13. November 2011 abgehalten werden. Ministerpräsident Lars Løkke Rasmussen hatte stets erklärt, die Legislaturperiode voll ausschöpfen zu wollen. Er setzte den Termin am 26. August 2011 fest, nachdem sich das Regierungslager nicht unmittelbar auf einige wirtschaftspolitische Maßnahmen hatte einigen können.
Es hat sich die Praxis etabliert, zwischen Ausrufung und Durchführung der Wahl mindestens drei Wochen verstreichen zu lassen, damit die Behörden die nötigen Vorkehrungen treffen und Parteien und Kandidaten ihre Bewerbung erklären können. Außerdem sollen sich die Wähler in einem hinreichend informativen Wahlkampf orientieren können.
Herkömmlicherweise finden dänische Urnengänge an Werktagen statt, nicht wie in vielen europäischen Ländern an einem Sonntag. 1990, 1994 und 1998 war der Wahltag ein Mittwoch; 2001, 2005 und 2007 wurde an einem Dienstag gewählt. 2011 fand die Wahl an einem Donnerstag statt.

## Ausgangslage
Ministerpräsident Lars Løkke Rasmussen (Venstre) führte seinen ersten Wahlkampf als Regierungschef. Er war 2009 Anders Fogh Rasmussen im Amt gefolgt, als dieser auf den Posten des NATO-Generalsekretärs wechselte. Lars Løkke Rasmussen wollte die bestehende Koalition aus Venstre und Det Konservative Folkeparti unter Duldung der Dansk Folkeparti fortsetzen. Auch die neoliberale Liberal Alliance wollte ihn im Amt halten.
Seine Herausforderin Helle Thorning-Schmidt von den Sozialdemokraten wurde wie 2007 von der Socialistisk Folkeparti, Radikale Venstre und linker Enhedslisten unterstützt.

## Umfragen im Wahljahr
Die regelmäßigen Wählerbefragungen, die von Tageszeitungen und Fernsehsendern in Auftrag gegeben wurden, sahen lange Zeit einen stabilen Vorsprung für das linke Oppositionslager. In der Woche vor dem Wahltermin besaßen die Linksparteien in der Projektion der konservativen Zeitung Berlingske elf Sitze Vorsprung vor der regierenden rechten Allianz, während die Umfrage für die linksliberale Politiken zum gleichen Zeitpunkt einen Vorsprung von sogar einundzwanzig Sitzen sah.

## Ergebnisse

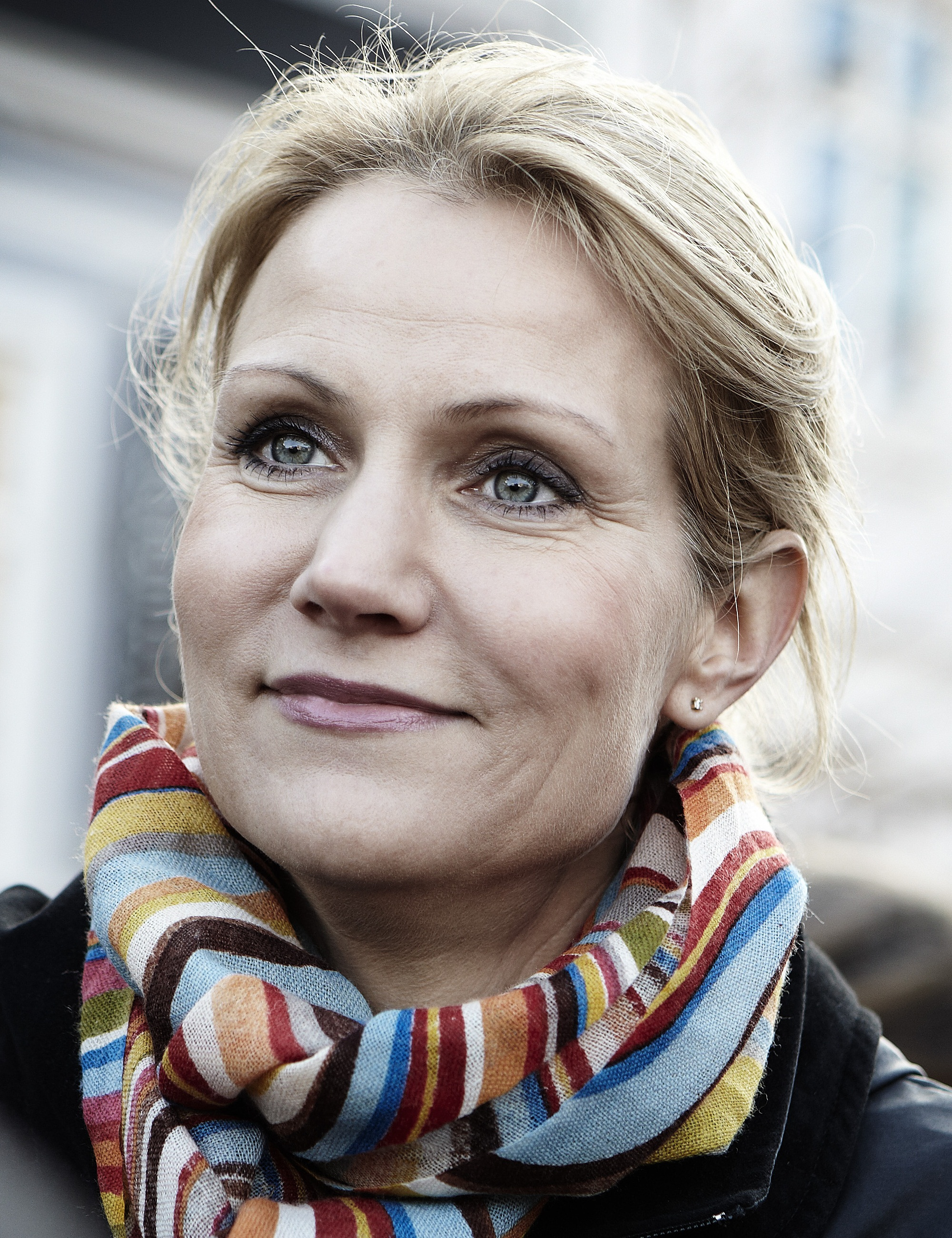
Helle Thorning-Schmidt (2010)

Sitzverteilung im Folketing nach der Wahl 2011

Obwohl die Venstre von Ministerpräsident Rasmussen leichte Zugewinne verbuchen konnte und stärkste Partei blieb, verlor seine Koalition die Mehrheit im Folketing. Dies erfolgte vor allem auf Grund der starken Verluste der Konservativen, die mehr als die Hälfte ihrer Stimmen verloren. Insgesamt erreichte das Wahlbündnis 86 Sitze im Folketing.
Auf der anderen Seite verloren die Sozialdemokraten leicht an Stimmen und erreichten das schlechteste Ergebnis ihrer Parteigeschichte. Ihr Wahlbündnis insgesamt konnte jedoch zulegen und errang die Mehrheit im Folketing. Gewinner im linken Lager war die sozialliberale Radikale Venstre, die damit ihre massiven Verluste bei der Wahl 2007 wieder ausgleichen konnten, sowie die rot-grüne Endhedsliste, die ihr Ergebnis verdreifachte. Gemeinsam erreichte das Wahlbündnis 89 Mandate. Somit fehlt eine Stimme zur absoluten Mehrheit im Folketing. Über diese verfügt das Wahlbündnis allerdings durch die Unterstützungserklärung dreier Abgeordnete aus Grönland bzw. von den Faröern.
Auf den Färöern ging wie auch 2007 je ein Mandat an das linke und das rechte Lager. Wahlsiegerin war die liberal-unionistische Sambandsflokkurin, die mehr als 7 Prozentpunkte hinzugewinnen konnte. Größte Verliererin war die sozialistisch-sezessionistische Tjóðveldi, die 6 Prozentpunkte verlor und ihr Mandat im Folketing an die sozialdemokratisch-unionistische Javnaðarflokkurin abgeben musste. Damit gingen beide Mandate an unionistische Parteien.
In Grönland blieb die Sitzverteilung unverändert, beide Sitze fielen an das linke Lager. Die sozialistische Inuit Ataqatigiit und die sozialdemokratische Siumut konnten dabei ihre Stimmenanteile erheblich ausbauen, während vor allem die liberale Atassut massiv verlor.

### Dänemark

Stimmenstärkste Parteien in den 92 Aufstellungswahlkreisen (opstillingskredse).

Stimmenstärkste Parteien in den 10 Großwahlkreisen (storkredse)

#### Gesamtergebnis
| Partei                     | Partei                                             | Liste              | Stimmen   | Stimmen | Stimmen | Mandate            | Mandate             | Mandate | Mandate |
| Partei                     | Partei                                             | Liste              | Anzahl    | Prozent | ± %     | Wahlkreis- mandate | Ausgleichs- mandate | Gesamt  | ±       |
| -------------------------- | -------------------------------------------------- | ------------------ | --------- | ------- | ------- | ------------------ | ------------------- | ------- | ------- |
|                            | Venstre, Danmarks Liberale Parti Liberale Partei   | V                  | 0.947.725 | 26,7    | +0,5    | 42                 | 05                  | 47      | +1      |
|                            | Socialdemokratiet Sozialdemokraten                 | A                  | 0.879.615 | 24,8    | −0,7    | 38                 | 06                  | 44      | −1      |
|                            | Dansk Folkeparti Dänische Volkspartei              | O                  | 0.436.726 | 12,3    | −1,6    | 17                 | 05                  | 22      | −3      |
|                            | Radikale Venstre Sozialliberale                    | B                  | 0.336.698 | 09,5    | +4,4    | 12                 | 05                  | 17      | +8      |
|                            | Socialistisk Folkeparti Sozialistische Volkspartei | F                  | 0.326.192 | 09,2    | −3,8    | 11                 | 05                  | 16      | −7      |
|                            | Enhedslisten – de rød-grønne Einheitsliste         | Ø                  | 0.236.860 | 06,7    | +4,5    | 07                 | 05                  | 12      | +8      |
|                            | Liberal Alliance Liberale Allianz                  | I                  | 0.176.585 | 05,0    | +2,2    | 05                 | 04                  | 09      | +4      |
|                            | Det Konservative Folkeparti Konservative           | C                  | 0.175.047 | 04,9    | −5,5    | 03                 | 05                  | 08      | −10     |
|                            | Kristendemokraterne Christdemokraten               | K                  | 0.028.070 | 00,8    | −0,1    | —                  | —                   | —       | —       |
|                            | Einzelbewerber                                     | Einzelbewerber     | 0.001.850 | 00,1    | +0,1    | —                  | —                   | —       | —       |
| Gesamt                     | Gesamt                                             | Gesamt             | 3.545.368 | 100     | —       | 135                | 40                  | 175     | —       |
| Ungültige Stimmen          | Ungültige Stimmen                                  | Ungültige Stimmen  | 0.034.307 | 01,0    | +0,3    |                    |                     |         |         |
| Abgegebene Stimmen         | Abgegebene Stimmen                                 | Abgegebene Stimmen | 3.579.675 | 87,7    | +1,1    |                    |                     |         |         |
| Wahlberechtigte            | Wahlberechtigte                                    | Wahlberechtigte    | 4.079.910 |         |         |                    |                     |         |         |
|                            |                                                    |                    |           |         |         |                    |                     |         |         |
| Quelle: Danmarks Statistik |                                                    |                    |           |         |         |                    |                     |         |         |

Roter Block Blauer Block

#### Ergebnis nach Landesteilen und Großwahlkreisen
Der knappe Vorsprung der Venstre vor den Sozialdemokraten spiegelt sich auch in allen drei Landesteilen wieder. Auf der Ebene der Großwahlkreise (storkreds) ergibt sich hingegen ein wechselhafteres Bild. Venstre und Sozialdemokraten konnten jeweils in fünf der zehn Großwahlkreise die meisten Stimmen auf sich vereinen. Das beste Ergebnis der Sozialdemokraten war hierbei ein Stimmenanteil von 35,3 % auf Bornholm, während die Venstre in Westjütland ihr bestes Ergebnis von dort 34,3 % erzielte. Die schwächsten Werte hatten beide Parteien in der Stadt Kopenhagen zu verzeichnen, wo Radikale Venstre und Endhedsliste mit ihren landesweiten besten Ergebnissen auftraten und nur knapp hinter den Sozialdemokraten lagen. Die Venstre kam hier nur auf den vierten Rang. Auch für die Dansk Folkeparti war Kopenhagen der schwächste Wahlkreis, ihr bestes Ergebnis konnte die Partei im Sjællands Storkreds verbuchen.
| Großwahlkreis / Landesteil  | Großwahlkreis / Landesteil | A    | B    | C    | F    | I   | K    | O    | V    | Ø    | Sonst. |
| --------------------------- | -------------------------- | ---- | ---- | ---- | ---- | --- | ---- | ---- | ---- | ---- | ------ |
| Hovedstaden                 | Hovedstaden                | 21,4 | 13,3 | 6,2  | 09,8 | 5,9 | 0,4  | 10,4 | 22,1 | 10,5 | 0,1    |
|                             | Københavns Storkreds       | 18,9 | 16,7 | 5,5  | 12,4 | 5,8 | 0,3  | 08,4 | 15,2 | 16,6 | 0,1    |
| Københavns Omegns Storkreds | 25,7                       | 10,7 | 6,9  | 08,8 | 5,3  | 0,3 | 12,8 | 22,1 | 07,3 | 0,1  |        |
| Nordsjællands Storkreds     | 18,8                       | 11,7 | 6,9  | 07,3 | 7,2  | 0,4 | 10,5 | 31,9 | 05,2 | —    |        |
| Bornholms Storkreds         | 35,8                       | 5,5  | 2,1  | 7,3  | 1,9  | 2,5 | 10,9 | 26,7 | 07,3 | —    |        |
| Sjælland-Syddanmark         | Sjælland-Syddanmark        | 25,6 | 07,4 | 4,5  | 09,2 | 4,5 | 0,6  | 14,7 | 28,2 | 05,2 | 0,0    |
|                             | Sjællands Storkreds        | 25,1 | 07,5 | 4,7  | 09,8 | 4,5 | 0,4  | 16,1 | 26,3 | 05,6 | —      |
| Fyns Storkreds              | 28,4                       | 08,4 | 5,1  | 10,5 | 4,2  | 0,4 | 12,3 | 24,3 | 06,3 | 0,1  |        |
| Sydjyllands Storkreds       | 24,1                       | 06,6 | 4,0  | 07,7 | 4,9  | 1,0 | 14,8 | 33,1 | 03,8 | —    |        |
| Midtjylland-Nordjylland     | Midtjylland-Nordjylland    | 27,0 | 08,4 | 4,3  | 08,7 | 4,6 | 1,3  | 11,4 | 29,3 | 04,9 | 0,0    |
|                             | Østjyllands Storkreds      | 27,2 | 10,4 | 3,7  | 09,0 | 4,9 | 0,6  | 10,4 | 27,3 | 06,3 | 0,0    |
| Vestjyllands Storkreds      | 23,0                       | 07,3 | 3,8  | 08,1 | 4,9  | 2,9 | 12,2 | 34,3 | 03,5 | 0,0  |        |
| Nordjyllands Storkreds      | 30,3                       | 06,9 | 5,4  | 08,7 | 4,0  | 0,8 | 12,1 | 27,4 | 04,4 | 0,0  |        |

#### Mandatszuteilung
Die folgende Tabelle zeigt die Zahl der Wahlkreismandate, die in den jeweiligen Wahlkreisen zugeteilt wurden. In Klammern angegeben ist zudem die Zahl der Ausgleichsmandate, die zusätzlich an Kandidaten aus dem Wahlkreis fielen.
| Großwahlkreis               | Gesamt | A     | B     | C     | F     | I     | O     | V     | Ø     |
| --------------------------- | ------ | ----- | ----- | ----- | ----- | ----- | ----- | ----- | ----- |
| Københavns Storkreds        | 15 (4) | 3 —   | 3 —   | 0 (1) | 2 (1) | 1 —   | 1 (1) | 2 (1) | 3 —   |
| Københavns Omegns Storkreds | 12 (3) | 4 —   | 1 (1) | 1 —   | 1 —   | 0 (1) | 1 (1) | 3 —   | 1 —   |
| Nordsjællands Storkreds     | 10 (3) | 2 —   | 1 (1) | 0 (1) | 1 —   | 1 —   | 1 —   | 4 —   | 0 (1) |
| Bornholms Storkreds         | 2      | 1     | 0     | 0     | 0     | 0     | 0     | 1     | 0     |
| Sjællands Storkreds         | 20 (6) | 5 (2) | 1 (1) | 1 —   | 2 —   | 1 —   | 3 (1) | 6 (1) | 1 (1) |
| Fyns Storkreds              | 12 (5) | 4 (1) | 1 —   | 0 (1) | 1 (1) | 0 (1) | 2 —   | 3 (1) | 1 —   |
| Sydjyllands Storkreds       | 18 (5) | 5 —   | 1 (1) | 0 (1) | 1 (1) | 1 —   | 3 (1) | 7 —   | 0 (1) |
| Østjyllands Storkreds       | 18 (7) | 5 (2) | 2 (1) | 0 (1) | 1 (1) | 1 —   | 2 (1) | 6 (1) | 1 —   |
| Vestjyllands Storkreds      | 13 (3) | 4 —   | 1 —   | 0 —   | 1 —   | 0 (1) | 2 —   | 5 (1) | 0 (1) |
| Nordjyllands Storkreds      | 15 (4) | 5 (1) | 1 —   | 1 —   | 1 (1) | 0 (1) | 2 —   | 5 —   | 0 (1) |

### Färöer
| Partei                     | Partei                          | Liste                           | Stimmen | Stimmen | Stimmen | Mandate | Mandate | Listenintern bestplatziert |   |
| Partei                     | Partei                          | Liste                           | Anzahl  | %       | +/−     | Anzahl  | +/−     | Listenintern bestplatziert |   |
| -------------------------- | ------------------------------- | ------------------------------- | ------- | ------- | ------- | ------- | ------- | -------------------------- | - |
|                            | Sambandsflokkurin               | B                               | 06.362  | 30,8    | +7,3    | 1       | ±0      | Edmund Joensen             |   |
|                            | Javnaðarflokkurin               | C                               | 04.332  | 21,0    | +0,6    | 1       | +1      | Sjúrður Skaale             |   |
|                            | Tjóðveldi                       | E                               | 03.995  | 19,4    | −6,0    | —       | −1      | Høgni Hoydal               |   |
|                            | Fólkaflokkurin                  | A                               | 03.935  | 19,0    | −1,5    | —       | —       | Annika Olsen               |   |
|                            | Miðflokkurin                    | H                               | 00.875  | 04,2    | −2,6    | —       | —       | Jenis av Rana              |   |
|                            | Poul Michelsen (Einzelbewerber) | Poul Michelsen (Einzelbewerber) | 00.692  | 03,3    | +3,3    | —       | —       | —                          | — |
|                            | Sjálvstýrisflokkurin            | D                               | 00.483  | 02,3    | −1,2    | —       | —       | Kristianna Winther Poulsen |   |
| Gesamt                     | Gesamt                          | Gesamt                          | 20.674  | 100     | —       | 2       | —       | —                          |   |
| Ungültige Stimmen          | Ungültige Stimmen               | Ungültige Stimmen               | 00.290  | 01,4    |         |         |         |                            |   |
| Abgegebene Stimmen         | Abgegebene Stimmen              | Abgegebene Stimmen              | 20.964  | 59,8    |         |         |         |                            |   |
| Wahlberechtigte            | Wahlberechtigte                 | Wahlberechtigte                 | 35.047  |         |         |         |         |                            |   |
|                            |                                 |                                 |         |         |         |         |         |                            |   |
| Quelle: Danmarks Statistik |                                 |                                 |         |         |         |         |         |                            |   |

### Grönland
| Partei                     | Partei             | Liste              | Stimmen | Stimmen | Stimmen | Mandate | Mandate | Listenintern bestplatziert |
| Partei                     | Partei             | Liste              | Anzahl  | %       | +/−     | Anzahl  | +/−     | Listenintern bestplatziert |
| -------------------------- | ------------------ | ------------------ | ------- | ------- | ------- | ------- | ------- | -------------------------- |
|                            | Inuit Ataqatigiit  | Q                  | 09.587  | 42,6    | +9,4    | 1       | ±0      | Sara Olsvig                |
|                            | Siumut             | S                  | 08.499  | 37,2    | +5,0    | 1       | ±0      | Doris Jakobsen             |
|                            | Demokraatit        | N                  | 02.831  | 12,6    | −5,7    | —       | —       | Niels Thomsen              |
|                            | Atassut            | P                  | 01.706  | 07,6    | −8,7    | —       | —       | Steen Lynge                |
| Gesamt                     | Gesamt             | Gesamt             | 22.498  | 100     | —       | 2       | —       | —                          |
| Ungültige Stimmen          | Ungültige Stimmen  | Ungültige Stimmen  | 01.048  | 04,5    |         |         |         |                            |
| Abgegebene Stimmen         | Abgegebene Stimmen | Abgegebene Stimmen | 23.546  | 57,5    |         |         |         |                            |
| Wahlberechtigte            | Wahlberechtigte    | Wahlberechtigte    | 40.937  |         |         |         |         |                            |
|                            |                    |                    |         |         |         |         |         |                            |
| Quelle: Danmarks Statistik |                    |                    |         |         |         |         |         |                            |